# Abuse
Abuse è un videogioco a piattaforme e sparatutto fantascientifico, unico titolo sviluppato da Crack dot Com, e pubblicato sia autonomamente come shareware e sia in versione completa da Origin Systems nel 1996 per sistemi MS-DOS.

## Modalità di gioco
Il personaggio, un uomo ingiustamente arrestato e incarcerato di nome Nick Vrenna, è controllato tramite tastiera, mentre per mirare e sparare si utilizza il mouse, che può spostare su tutto lo schermo un mirino indipendentemente dai movimenti di Nick. Si devono affrontare livelli bidimensionali a scorrimento multidirezionale pieni di mostri, frutto di mutazioni genetiche, e alcuni semplici enigmi (in genere attivare interruttori e aprire porte); le armi disponibili includono laser, lanciafiamme e bazooka; si possono trovare anche dei power-up come velocità extra, invisibilità, ecc.

## Storia
La prima versione shareware del gioco fu pubblicata nel 1996 e include 4 livelli e un editor di livelli, la versione completa pubblicata lo stesso anno per MS-DOS ha il supporto IPX e molte altre caratteristiche.
Successivamente ne furono distribuite versioni per Macintosh dalla Bungie, da Alive Mediasoft per Amiga, da R-Comp Interactive per Acorn Archimedes e da Red Hat per Linux.
Nel 1999 è stato diffuso il codice sorgente, e tutti gli elementi della versione shareware (a parte il sonoro) sono stati distribuiti nel pubblico dominio quando Crack dot Com dovette dichiarare bancarotta durante lo sviluppo del loro secondo titolo mai completato, Golgotha.